# Penicillium implicatum
Penicillium implicatum Biourge – gatunek grzybów z rodziny Aspergillaceae.

## Systematyka i nazewnictwo
Pozycja w klasyfikacji według Index Fungorum: Penicillium, Aspergillaceae, Eurotiales, Eurotiomycetidae, Eurotiomycetes, Pezizomycotina, Ascomycota, Fungi.
Po raz pierwszy opisał go w 1923 roku Philibert Melchior Joseph Ehi Biourge. Synonim: Penicillium implicatum var. aureomarginatum Thom 1930.

## Charakterystyka
Penicillium implicatum stosunkowo wolno rośnie na podłożach Czapek i MEA w temperaturze 25 ◦C, charakteryzuje się silną niebieskoszarą sporulacją, tworzeniem skorup, produkcją rozpuszczalnego żółtego pigmentu na podłożach i niezdolnością do wzrostu w temperaturze poniżej 5 °C i powyżej 37 °C (nie może więc być dla ludzi i ssaków grzybem chorobotwórczym). Mikroskopowo charakteryzuje się długimi, gładkościennymi i pęcherzykowatymi konidioforami oraz gładkimi konidiami o długości do 3,5 µm i kształcie od elipsoidalnego do jajowatego. Penicillusy monowertycjoidalne.

## Występowanie i siedlisko
Podano stanowiska Penicillium implicatum w Europie i Ameryce Południowej. Grzyb glebowy. W Polsce wyizolowano go wielokrotnie z ryzosfery, resztek roślinnych, korzeni i sadzonek jodły pospolitej i słonecznika zwyczajnego.
Jest jednym z gatunków powodujących gnicie owoców.